# Lithobius paghmanensis
Lithobius paghmanensis är en mångfotingart som beskrevs av J.R. Eason 1986. Lithobius paghmanensis ingår i släktet Lithobius och familjen stenkrypare.
Artens utbredningsområde är Afghanistan. Inga underarter finns listade i Catalogue of Life.